# 淺沼健一
淺沼 健一（あさぬま けんいち、1950年2月17日 - 2018年6月23日）は、日本の実業家。淺沼組代表取締役社長や、全国建設業協会会長等を歴任した。

## 人物・経歴
奈良県出身。成蹊小学校、成蹊中学校・高等学校を経て、1973年成蹊大学経済学部経営学科卒業、淺沼組入社。1985年取締役本社海外事業部次長に昇格。1989年常務取締役本社人事部長。1991年代表取締役常務社長室長兼本社人事部長。1992年代表取締役専務社長室長。1995年から代表取締役社長を務め、阪神・淡路大震災が起こると神戸支店を設置。本業の再生により行政気回復を実現させたほか、IRや情報通信技術活用の強化なども進めた。2004年大阪建設業協会会長。2008年全国建設業協会会会長。日本建設業団体連合会常任理事等も歴任した。